# Tonhito de Poi e Rasa Loba
Tonhito de Poi e Rasa Loba é um grupo galego-português de rock criado em 2007 por Tonhito de Poi.

## História
Tonhito de Poi e Rasa Loba nasce no verão de 2007 como um novo projecto do artista polifacético Tonhito de Poi após a disolução do seu anterior grupo, A Banda de Poi, devido a múltiplos problemas no seio da formação.

## Integrantes
- Tonhito de Poi
- Poni
- Hugo Machado
- Tonecho España: bateria